# СКА — Серебряные львы
«СКА — Серебряные львы» — бывший молодёжный хоккейный клуб из Санкт-Петербурга, созданный на базе хоккейной школы «Серебряные львы» и входивший в систему команд ХК СКА. С момента создания клуба в 2010 году и до 2018 года выступал в Чемпионате МХЛ. Расформирован в 2018 году.

## История

### «Серебряные львы»
Команда «Серебряные львы» подала полный комплект документов для вступления в Молодёжную хоккейную лигу 30 июня 2010 года. 6 июля 2010 года комиссией МХЛ была проведена инспекция инфраструктуры команды, признавшая её соответствующей всем требованиям для вступления в лигу. 5 августа руководители клубов единогласным решением приняли команду в МХЛ вместе с оренбуржскими «Белыми Тиграми». Свой первый матч в лиге против МХК «Химик» клуб проиграл со счётом 0-3. В ноябре, во время перерыва в регулярном чемпионате МХЛ, команда приняла участие в товарищеском турнире вместе со СКА-1946 и молодёжной командой шведского АИКа. «Львы» заняли в нём последнее место, проиграв оба матча: АИКу со счётом 1-6(0:3, 0:0, 1:3), СКА-1946 со счётом 4-5(0:1, 2:2, 2:2). Однако уже в сезоне 2011/2012 «Серебряные львы» добились сильного прогресса и превратились из аутсайдера в крепкого середняка МХЛ, заняв 22 место в регулярном чемпионате.

### «СКА — Серебряные львы»
1 декабря 2014 года команда МХЛ «Серебряные львы» полноценно вошла в систему ХК СКА и сменила название на «СКА — Серебряные львы».
В сезоне 2014/2015 команду возглавил новый главный тренер — Сергей Яровой, под началом которого «СКА — Серебряные львы» впервые вышли в плей-офф МХЛ. В следующем сезоне команда не смогла пробиться в плей-офф, однако добилась наилушего результата за всё время выступлений в регулярном чемпионате — 19 места в сводной таблице. Был расформирован клуб в 2018 году путём присоединения к ХК «СКА-Варяги», выступавшему в НМХЛ, при этом клубы договорились о сохранении школ по отдельности.

### Лучшие бомбардиры команды
- 2010/11 — Артём Филиппов — 21 (4+17)
- 2011/12 — Андрей Максимов — 65 (24+41)
- 2012/13 — Александр Ларионов — 46 (20+26)
- 2013/14 — Максим Мальцев — 38 (21+17)
- 2014/15 — Тимур Макаров — 56 (26+30)
- 2015/16 — Андрей Феклистов — 66 (26+40)
- 2016/17 — Алексей Полодян — 61 (23+38)
- 2017/18 — Сергей Тюнеев — 40 (26+14)

## Результаты выступления в чемпионате МХЛ
И — количество проведенных игр, В — выигрыши в основное время, ВО — выигрыши в овертайме, ВБ — выигрыши в послематчевых буллитах, ПО — проигрыши в овертайме, ПБ — проигрыши в послематчевых буллитах, П — проигрыши в основное время, О — количество набранных очков, Ш — соотношение забитых и пропущенных голов, РС — место по результатам регулярного сезона
| Сезон     | И  | В  | ВО | ВБ | ПБ | ПО | П  | О  | Ш       | РС | Плей-офф                               |
| --------- | -- | -- | -- | -- | -- | -- | -- | -- | ------- | -- | -------------------------------------- |
| 2010/2011 | 56 | 9  | 0  | 1  | 3  | 2  | 41 | 34 | 96-232  | 28 | Не участвовал                          |
| 2011/2012 | 60 | 20 | 3  | 6  | 1  | 2  | 28 | 81 | 180-193 | 22 | Не участвовал                          |
| 2012/2013 | 64 | 23 | 2  | 4  | 2  | 0  | 33 | 83 | 168-200 | 24 | Не участвовал                          |
| 2013/2014 | 56 | 18 | 0  | 3  | 2  | 1  | 32 | 63 | 123-171 | 31 | Не участвовал                          |
| 2014/2015 | 56 | 20 | 0  | 0  | 8  | 4  | 24 | 72 | 152-187 | 26 | Проиграли в первом раунде: 1:3 Атланты |
| 2015/2016 | 42 | 17 | 3  | 1  | 2  | 2  | 17 | 63 | 125-115 | 19 | Не участвовал                          |
| 2016/2017 | 56 | 25 | 1  | 1  | 2  | 4  | 24 | 84 | 147-137 | 21 | Не участвовал                          |
| 2017/2018 | 64 | 22 | 0  | 2  | 6  | 4  | 30 | 80 | 160-172 | 23 | Не участвовал                          |

## Участники Кубка Вызова МХЛ
- 2011 — Дмитрий Молодцов З
- 2012 — Сергей Ильминский З
- 2013 — Даниил Гасюков З
- 2014 — Сергей Лапин Н
- 2015 — Никита Мойсеев З
- 2016 — Андрей Феклистов Н
- 2017 — Алексей Иванов В, Роман Кривошеев З, Андрей Алтыбармакян Н
- 2018 — Кирилл Зубковский З

## Арена

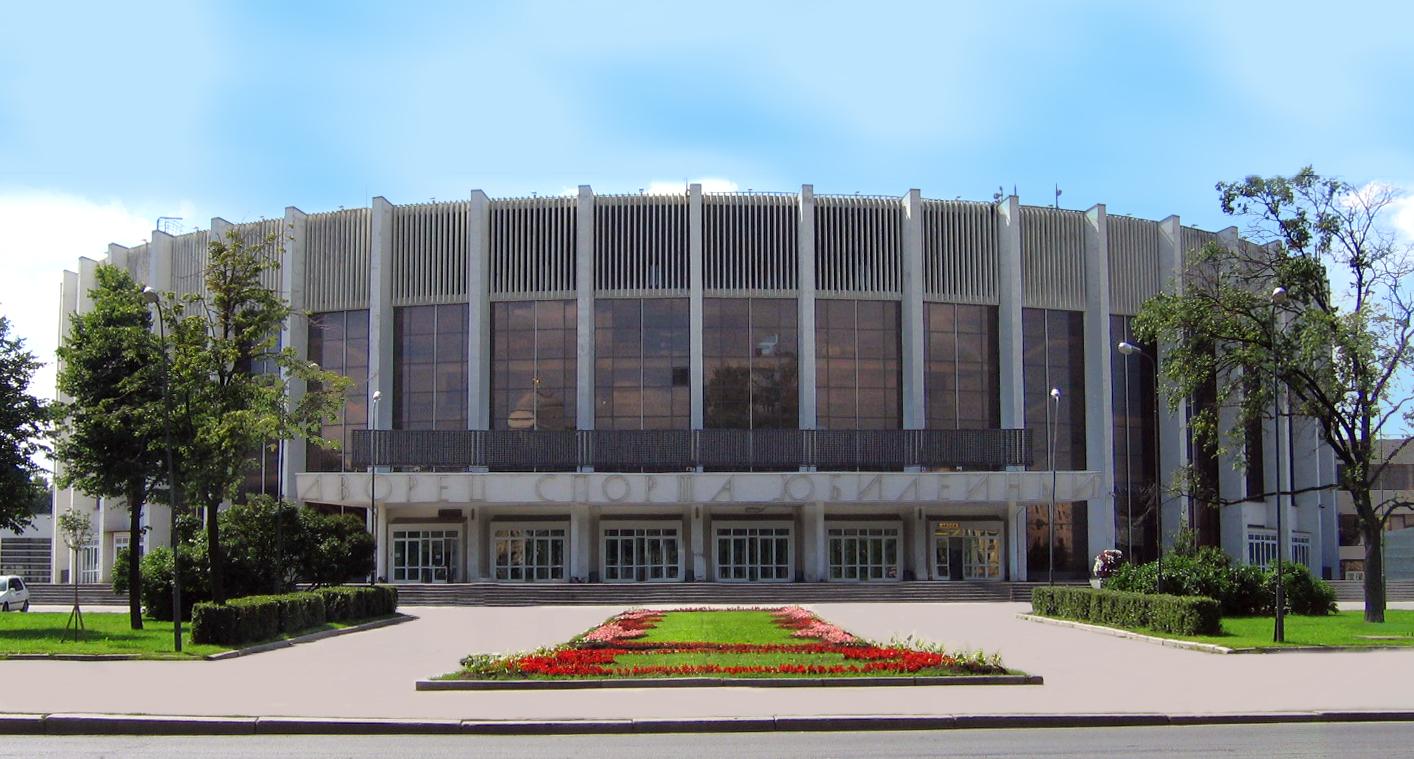
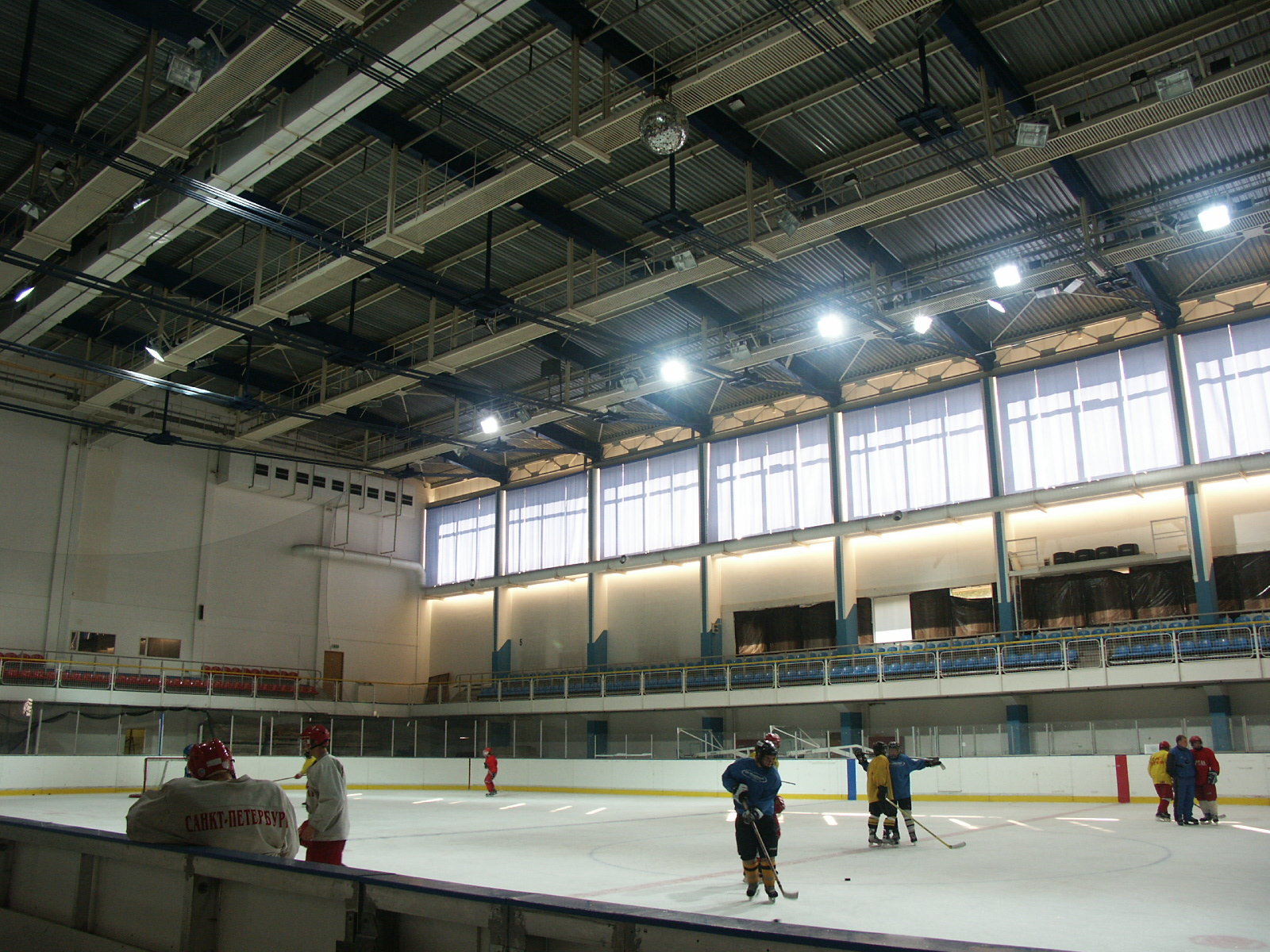

Домашний стадион команды — СК «Юбилейный» (малая арена) на 1700 мест.